# Asador Etxebarri
Asador Etxebarri es un restaurante español ubicado en Axpe Achondo, País Vasco, escogido como el tercer mejor restaurante del mundo en 2019 por la revista británica Restaurant.

## Historia
El Asador Etxebarri es atendido por el chef Bittor Arginzoniz, reconocido en el año 2016 con el Premio Nacional de Gastronomía. Arginzoniz nació en la localidad de Axpe Achondo y trabajó en una fábrica de banderas durante muchos años antes de inaugurar el restaurante en 1991.
El asador fue ubicado en la tercera posición de la lista de los 50 mejores restaurantes del mundo en 2019 y en la sexta posición en 2015. Había ingresado en la lista en 2008, iniciando en la posición número 44.
El restaurante ofrece diversos tipos de carnes rojas, pescados, mariscos y postres, además de una amplia carta de vinos.